# يوسف الصمعان
يوسف الصمعان (1390- 1445 هـ / 1970- 2024 م) طبيب نفسي ومترجم وناشر سعودي، أسس دار جداول للنشر والتوزيع مع محمد السيف عام 2010، ورأسَ تحرير مجلة «حكمة». وهو متخصِّص في الطب النفسي، وحاصل على عدد من الجوائز. ترجم عددًا من المؤلفات في الطب النفسي وعلم النفس من الإنجليزية من أبرزها «جنون من الطراز الرفيع: الكشف عن الترابط بين الزعامة والأمراض العقلية».

## سيرته
ولد يوسف الصمعان في حائل، يوم الخميس 24 رجب 1390هـ الموافق 24 سبتمبر 1970م، وتخصَّص في الطب النفسي، وحصل على الزمالة الكندية في تخصُّصه، وعلى زمالة المعهد الوطني الأميركي. عمل استشاريًا للطب النفسي بمستشفى الملك فيصل التخصصي ومركز الأبحاث، ورأسَ تحرير موقع «حكمة»، وهو مجلة إلكترونية تُعنى بترجمة المقالات في الثقافة والفلسفة. وأسس دار جداول للنشر والتوزيع في بيروت مع الأستاذ محمد بن عبد الله السيف عام 2010.

## آثاره

### ترجماته
1. «جنون من الطِّراز الرفيع: الكشف عن الترابُط بين الزَّعامة والأمراض العقلية»، تأليف ناصر قائمي.[8] صدر عن دار جداول 2015.[9]
2. «في المرض وفي القوة: عن متلازمة الغطرسة وأمراض زعماء الدول خلال السنوات الـ 100 الأخيرة»، تأليف ديفيد أوين. صدر عن دار جداول 2017.[10]
3. «الأسس الثقافية للتحليل النفسي السياسي»، تأليف بول روزان، ترجمة بالاشتراك مع سارة اللحيدان، صدر عن دار جداول 2017.[11]
4. «فرويد وأتباعه»، تأليف بول روزن، دار جداول 2019.

### مؤلفاته
1. «جئتُكم بالحكمة» مقدمات ومختارات من مقالاته وترجماته، إعداد وتحرير يوسف الديني، دار جداول 2024.[12]

## جوائزه
- جائزة العلماء الشباب من الكونجرس العالمي للفِصام، والكونجرس الأوربي للفصام.[13]
- جائزة العلماء الشباب من جمعية الطب النفسي الكندية، والجمعية الأميركية للطب النفسي البيولوجي.[14]

## وفاته
توفي يوسف الصمعان في مستشفى الملك فيصل التخصصي بالرياض، يوم الأربعاء 22 شوال 1445هـ الموافق 1 مايو 2024م، بعد معاناة المرض، عن عمر ناهز الرابعة والخمسين، ودُفن في مسقط رأسه مدينة حائل.

## روابط خارجية
- حوار مع الصمعان، يوميَّة إيلاف، 2009